# Patawang
Patawang is een bestuurslaag in het regentschap Oost-Soemba van de provincie Oost-Nusa Tenggara, Indonesië. Patawang telt 1822 inwoners (volkstelling 2010).